# Хавијер Савиола
Хавијер Педро Савиола Фернандез (шп. Javier Pedro Saviola Fernández; Буенос Ајрес, 11. децембар 1981) бивши је аргентински фудбалер који је играо на позицији нападача.